# テーサバーンタンボン・ウィエンファーン
ウィエンファーン市は、タイ北部の美しい町であり、歴史的な遺産と豊かな文化を持っています。この町は観光客に人気があり、自然の美しさと温かいホスピタリティで知られています。ウィエンファーン市は、地域の発展と持続可能な生活を推進し、市民に高品質な公共サービスを提供することを目指しています。

## 歴史
ウィエンファーン市は、タイのチェンマイ県に位置し、古くから文化と歴史の中心地として知られています。この地域は、かつてはラーンナー王国の一部であり、その影響を今でも感じることができます。ウィエンファーン市は、多くの歴史的な寺院や遺跡が点在し、観光客や歴史愛好家にとって魅力的な場所となっています。
ウィエンファーンの歴史は、その地理的な位置と自然の豊かさに大きく影響を受けてきました。昔から農業が主要な産業であり、特にお茶やコーヒーの栽培が盛んです。また、この地域はタイ北部の貿易ルートの要所でもあり、商業の発展にも寄与してきました。
近年、ウィエンファーン市は現代化とともにインフラの整備が進み、地域社会の発展に努めています。それでも、伝統と文化を大切にし、観光客にその魅力を伝える努力を続けています。